# Quỳnh Trang, Quỳnh Phụ
Quỳnh Trang là một xã cũ thuộc huyện Quỳnh Phụ, tỉnh Thái Bình, Việt Nam.

## Địa lý
Xã Quỳnh Trang nằm trên trục đường liên huyện 217, cách thị trấn Quỳnh Côi khoảng 5–7 km về phía đông nam, có vị trí địa lý:
- Phía đông giáp xã Đông Hải và xã Quỳnh Xá
- Phía tây giáp với xã Quỳnh Bảo và huyện Đông Hưng
- Phía bắc giáp xã Quỳnh Hưng
- Phía nam tiếp giáp huyện Đông Hưng.

Xã Quỳnh Trang có diện tích 5,15 km², dân số năm 2022 là 7.472 người, mật độ dân số đạt 1.450 người/km².
Sông Yên Lộng chảy vòng quanh xã.

## Hành chính
Xã Quỳnh Trang được chia thành 3 thôn: A Mễ, Khang Ninh, Tiên Cầu.

## Lịch sử
Ngày 28 tháng 9 năm 2024, Ủy ban Thường vụ Quốc hội ban hành Nghị quyết số 1201/NQ-UBTVQH15 về việc sắp xếp đơn vị hành chính cấp xã của tỉnh Thái Bình giai đoạn 2023 – 2025 (nghị quyết có hiệu lực từ ngày 1 tháng 11 năm 2024). Theo đó, thành lập xã Trang Bảo Xá trên cơ sở toàn bộ 5,15 km² diện tích tự nhiên và quy mô dân số là 7.472 người của xã Quỳnh Trang.

## Kinh tế
Nghề nghiêp chủ yếu là: Nông nghiệp, tiểu thủ công nghiệp.

## Văn hóa
Lễ hội Đền Vĩnh Phúc, chùa Bơ, đền Kênh Hoàng bao gồm Lễ: tế nam quan, nữ quan, hội: hát chèo, tung cầu, đánh gậy, vật, chọi gà, chơi cờ,...